# Реггі-ф'южн
Реггі-ф’южн — це ф’южн-жанр реггі, який поєднує реггі та/або денсхолл з іншими жанрами, такими як поп, рок, хіп-хоп/реп, R&B, джаз, фанк, соул, диско, електроніка та латина тощо.

## Походження
Хоча артисти змішували реггі з іншими жанрами ще на початку 1970-х років, жодного офіційного терміна для опису цієї практики не було використано. Такі виконавці, як UB40, описувалися термінами, які поєднували різні жанри, які вони виконували (наприклад, «реггі-фанк», «реггі-поп», «реггі-диско»). Цей термін з’явився лише наприкінці 1990-х років.
Піджанр переважно розвинувся з танцювальної музики кінця 1980-х і початку 1990-х років, де інструментальні або «ріддіми» містили елементи жанрів R&B та хіп-хопу. У зв’язку з цим дехто вважає піонерами реггі-ф’южн виконавців денсхолу, таких як Mad Cobra, Shabba Ranks, Super Cat, Buju Banton і Tony Rebel. Для деяких із цих артистів, як-от Буджу Бантон, реггі-ф’южн став основним продуктом протягом усієї їхньої кар’єри. Однак реггі-ф’южн можна простежити ще до успіху цих виконавців, аж до кінця 1970-х та початку 1980-х років, коли такі пісні, як «Pass the Dutchie» та гурт Third World, проклали шлях, знайшовши міжнародний успіх завдяки таким пісням як «Now That We Found Love» і «Try Jah Love». Таким чином, Third World можна розглядати як оригінальних піонерів реггі-ф’южн, які проклали шлях для таких груп, як UB40 і Steel Pulse.

## Євро реггі
На початку 1990-х еволюція реггі-ф’южн досягла іншого музичного стилю в Європі зі світовими хітами №1 «All That She Wants», «The Sign», «Happy Nation» і «Don't Turn Around», Living in Danger від Ace of Base. Виконавці євроденсу, такі як Dr. Alban, Dreamhouse, E-Rotic і Vengaboys, також регулярно поєднували свій стиль із реггі. Звучання часто називали єврореггі та стало трендом у музиці Євроденс, включаючи такі пісні, як «Coco Jamboo» Mr. President, «Sweet Sweet Smile» Тетяни, «Help Me Dr. Dick» E-Rotic., «Ole Ole Singin' Ole Ola» Rollergirl, «Bamboleo» Гарсіа, «If You Think» Марібель Гонсалес (M:G), «It’s My Life» DJ BoBo, T-Spoon «Sex on the Beach» і Vengaboys «We're Going to Ibiza» і «Uncle John from Jamaica».